# Chloroscombrus chrysurus
Chloroscombrus chrysurus s (Linnaeus, 1766) es una especie de peces de la familia Carangidae en el orden de los Perciformes.

## Morfología
• Los machos pueden llegar alcanzar los 65 cm de longitud total.

## Distribución geográfica
Se encuentra en el  Atlántico occidental (desde Massachusetts en Florida y desde Bermuda hasta el Uruguay. También en el Mar Caribe, Golfo de México, Bahamas, Antillas y a lo largo de las costas de Centroamérica y Sudamérica hasta el Uruguay ) y en el  Atlántico oriental (desde Mauritania hasta Angola). Es sustituido por Chloroscombrus orqueta en el Pacífico oriental.
El tamaño y la edad determinados para la madurez sexual, la longitud y edad óptimas, la longevidad teórica y la mortalidad natural indican que la población de C. chrysurus está sobreexplotada.